# Arciere di Stonehenge

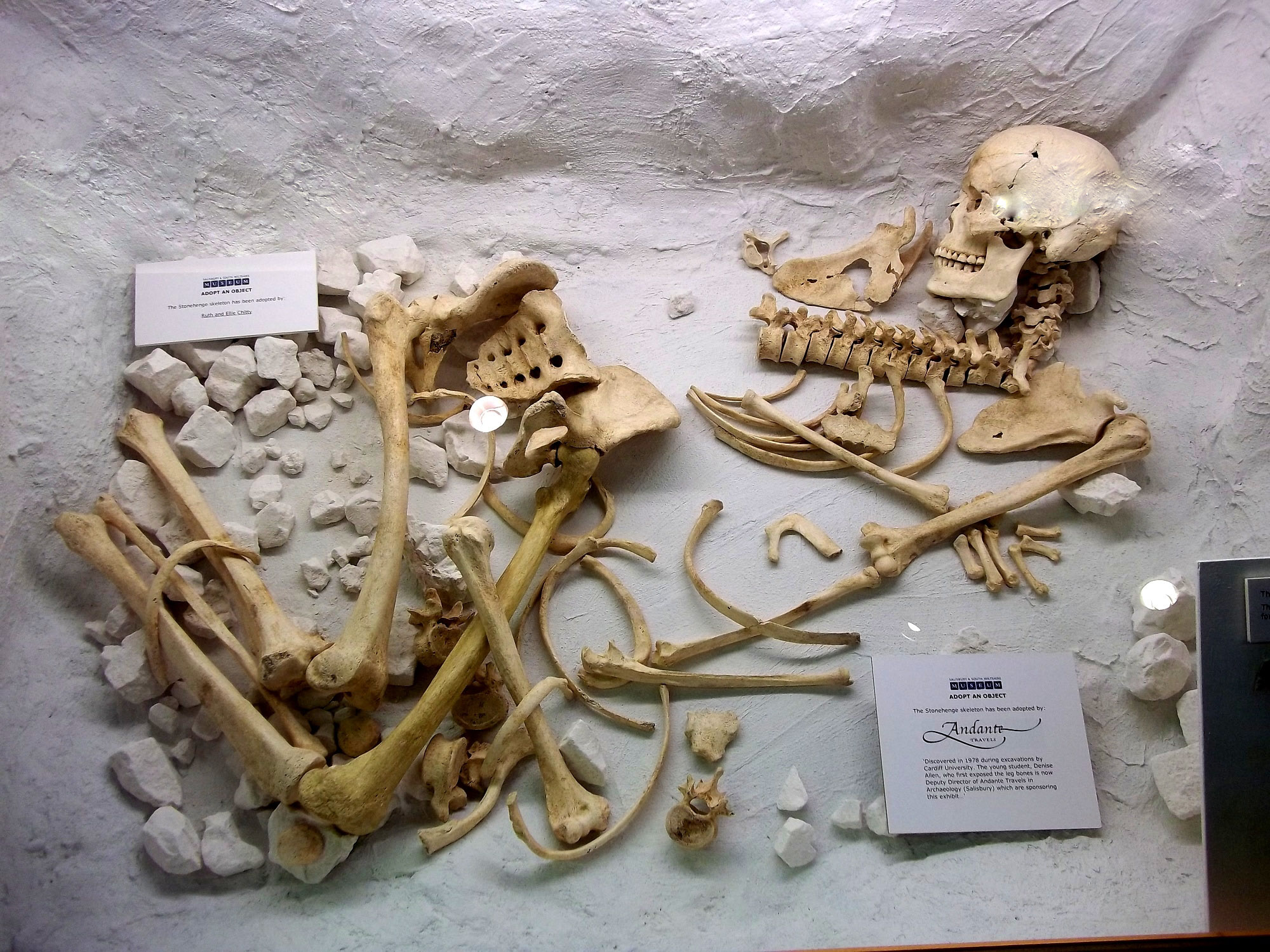
I resti esposti al museo di Salisbury

Arciere di Stonehenge è il nome dato ad un uomo della prima età del bronzo il cui corpo è stato scoperto nel 1978 da Richard Atkinson e John G. Evans in una fossa nei pressi di Stonehenge. Diversamente dalla maggior parte delle sepolture situate presso il sito di Stonehenge, il suo corpo non era sepolto sotto un tumulo.
L'esame dello scheletro ha indicato che l'uomo era autoctono della zona e di un'età di circa 30 anni al momento della morte. La datazione al radiocarbonio suggerisce che morì intorno al 2300 a.C., morte più o meno contemporanea a quella dell'arciere di Amesbury e degli arcieri di Boscombe sepolti a 3 miglia di distanza ad Amesbury.
Si è capito che il defunto era un arciere grazie al ritrovamento dei tipici guardapolsi in pietra e di punte di freccia in selce, facenti parte del corredo. Alcune di queste frecce erano conficcate nello scheletro dell'uomo, fatto che suggerisce una morte violenta.